# トッレ・カナヴェーゼ
トッレ・カナヴェーゼ（伊: Torre Canavese）は、イタリア共和国ピエモンテ州トリノ県にある、人口約600人の基礎自治体（コムーネ）。

## 地理

### 位置・広がり

#### 隣接コムーネ
隣接するコムーネは以下の通り。
- アリエ
- バーイロ
- バルディッセーロ・カナヴェーゼ
- カステッラモンテ
- クアリウッツォ
- サン・マルティーノ・カナヴェーゼ
- ストランビネッロ